# Уцуми Тадакацу
Уцуми Тадакацу (яп. 内海忠勝; 12 сентября 1843, дер. Ёсики, Тёсю, Япония — 20 января 1905) — японский государственный деятель, министр внутренних дел Японии (1901—1903).

## Биография
Родился в семье самураев на территории современного города Ямагути. В молодости он участвовал в инциденте инциденте возле ворот Хамагури в Киото.
С началом реставрации Мэйдзи отправился в Токио и поступил на государственную службу, войдя в состав миссии Ивакуры (1871), посетив США, Великобританию и другие европейские страны.
После его возвращения в Японию он получил ряд назначений в руководстве территориальными администрациями:
- 1877—1883 гг. — губернатор префектуры Нагасаки,
- 1884—1885 гг. — губернатор префектуры Миэ,
- 1885—1889 гг. — губернатор префектуры Хиого,
- 1889—1891 гг. — губернатор префектуры Нагано,
- 1891—1893 гг. — губернатор префектуры Канагава,
- 1895—1897 гг. — губернатор префектуры Осака,
- 1897—1900 гг. — губернатор префектуры Киото.

В 1900—1901 гг. возглавлял Счётную палату Японии.
В 1887 г. был удостоен титула кадзоку. В 1890 г. был назначен в Палату пэров Японии.
В 1901—1903 гг. занимал пост министра внутренних дел Японии.